# Groupe de recherches en géodésie spatiale
Le Groupe de recherche de géodésie spatiale (GRGS) est un regroupement de 10 organismes publics (CNES, IGN, INSU, SHOM, Bureau des longitudes, Observatoire de Paris, Observatoire Midi-Pyrénées, Observatoire de la Côte d'Azur, Université de la Polynésie française, ESGT du CNAM) fournissant leurs chercheurs, leurs ingénieurs, leur techniciens, leurs personnels administratifs (plus de 100 personnes) et l'environnement de recherche adapté afin de faire progresser la Géodésie qui s'appuie sur des techniques spatiales.
On rappelle ici que la Géodésie est l'étude de la position de la Terre dans l'espace, de ses dimensions, de son champ de pesanteur, ainsi que des variations de ces éléments au cours du temps, et que l'utilisation de l'espace a permis en moins de 30 ans des progrès d'un facteur supérieur à 1000 dans la précision des paramètres décrivant notre planète : ainsi, sa géométrie est actuellement connue avec une précision de 1 cm sur tout un ensemble de points ! 
Cette communauté répartie sur toute la France (Grasse, Toulouse, Paris, Brest, Tahiti, Le Mans) est structurée comme un véritable laboratoire, avec un Comité Directeur, une Direction Scientifique et son Conseil Scientifique, un Bureau, un Comité d'évaluation appuyé sur les sections du CNRS, et un Directeur Exécutif. Le GRGS a organisé des écoles d'été tous les deux ans dans les locaux de l'ENSG à Forcalquier, et chaque année diverses journées scientifiques, afin d'animer la progression des connaissances dans la communauté.

## Des recherches majoritairement financées par leCNES
Compte tenu des sujets traités, le financement des matériels et des opérations est, en complément des fonds propres des laboratoires impliqués, essentiellement fourni par le CNES. Ces fonds sont gérés par l'INSU, dont le cœur de métier est effectivement le financement de la recherche en astronomie et géophysique pour le compte de l'État. Le CNES a reçu lors de sa création la mission de soutenir les recherches dans les domaines spatiaux, et à ce titre le GRGS est l'un des 5 laboratoires spatiaux français. L'un des aspects qui rend parfois le dispositif complexe pour un observateur externe tient à ce que le CNES, comme les autres partenaires, met également à disposition du GRGS des personnels de recherche : il apparaît ainsi à la fois comme l'un des laboratoires constitutifs et comme le partenaire financier de l'ensemble des recherches menées par tous, même si ce ne sont pas les mêmes branches du CNES qui sont impliquées dans ces deux cas. 
Cette "externalisation" au sein d'un ensemble plus vaste qu'est le GRGS correspond en général pour chaque organisme à un souci de qualité du travail de ses chercheurs, tant il est délicat dans des domaines aussi pointus de se livrer à des activités d'évaluation sans être à la fois juge et partie.

## Champs de recherches
Les activités mutualisées au sein du GRGS sont donc des activités de recherche en géodésie spatiale, mais ce sont également des activités d'observatoire, qui typiquement ne pourraient donc pas être financées sur des appels d'offres scientifiques classiques, et qui sont cohérentes avec les objectifs et les statuts des 10 organismes membres. Cette association permet ainsi d'additionner assez largement leurs forces.

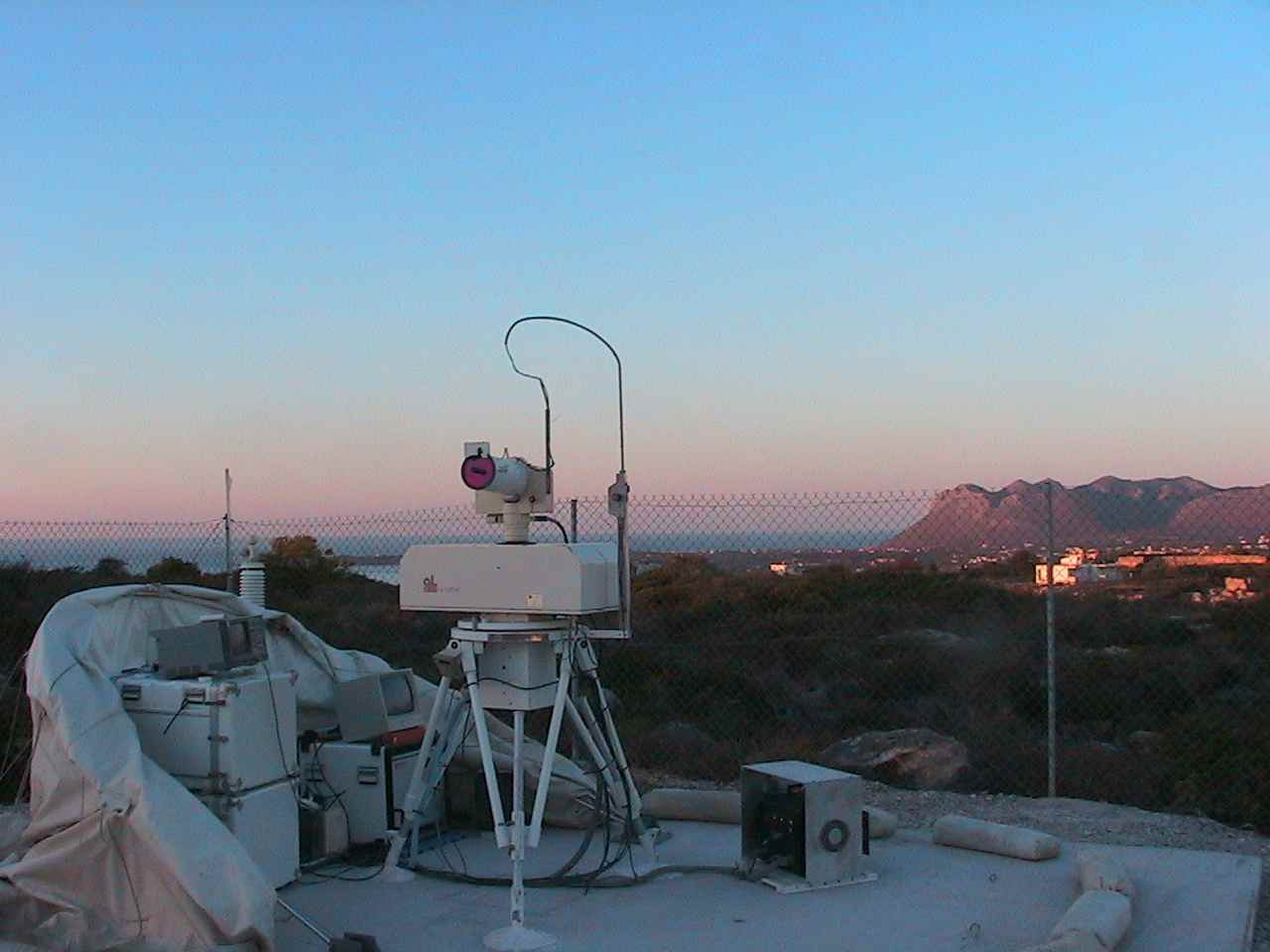
La Station Laser Ultra-Mobile à Ajaccio (2003)

Ce regroupement a obtenu des résultats de tout premier plan à son actif en termes scientifiques : par exemple les modèles mondiaux de champ de pesanteur GRIM, les plus précis actuellement disponibles, les références géodésiques mondiales ITRS et ITRF sur lesquelles sont construits pratiquement tous les systèmes géodésiques nationaux et continentaux du monde, la mise au point de nombreux outils:
- stations de télémétrie laser sur satellites artificiels ou sur la Lune,
- des logiciels scientifiques : GINS, CATREF, ...
- des satellites et des participations plus ou moins complètes à des outils spatiaux majeurs : Stella, Starlette, Topex-Poséidon, Jason 1 et 2, Doris, Champ, Goce, Grace, ...